# Stazione di Civitavecchia
Stazione di Civitavecchia vasútállomás Olaszországban, Civitavecchia településen.

## Vasútvonalak
Az állomást az alábbi vasútvonalak érintik:
- Pisa–Róma-vasútvonal

## Kapcsolódó állomások
A vasútállomáshoz az alábbi állomások vannak a legközelebb:
- Stazione di Santa Marinella (Stazione di Roma Termini, FL5)
- Stazione di Tarquinia
- Aurelia railway station